# Cimetière Arskoïe

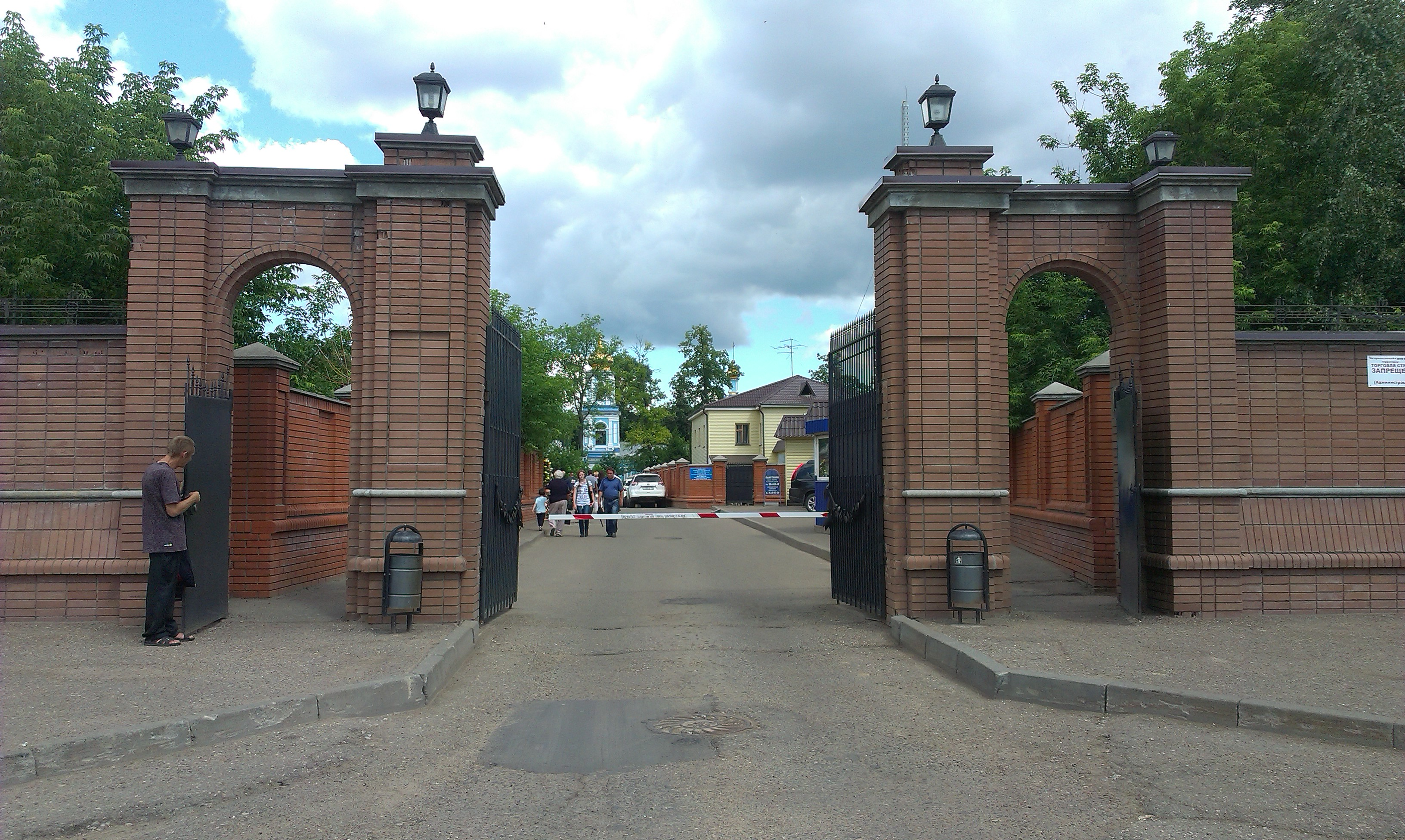
Portail.

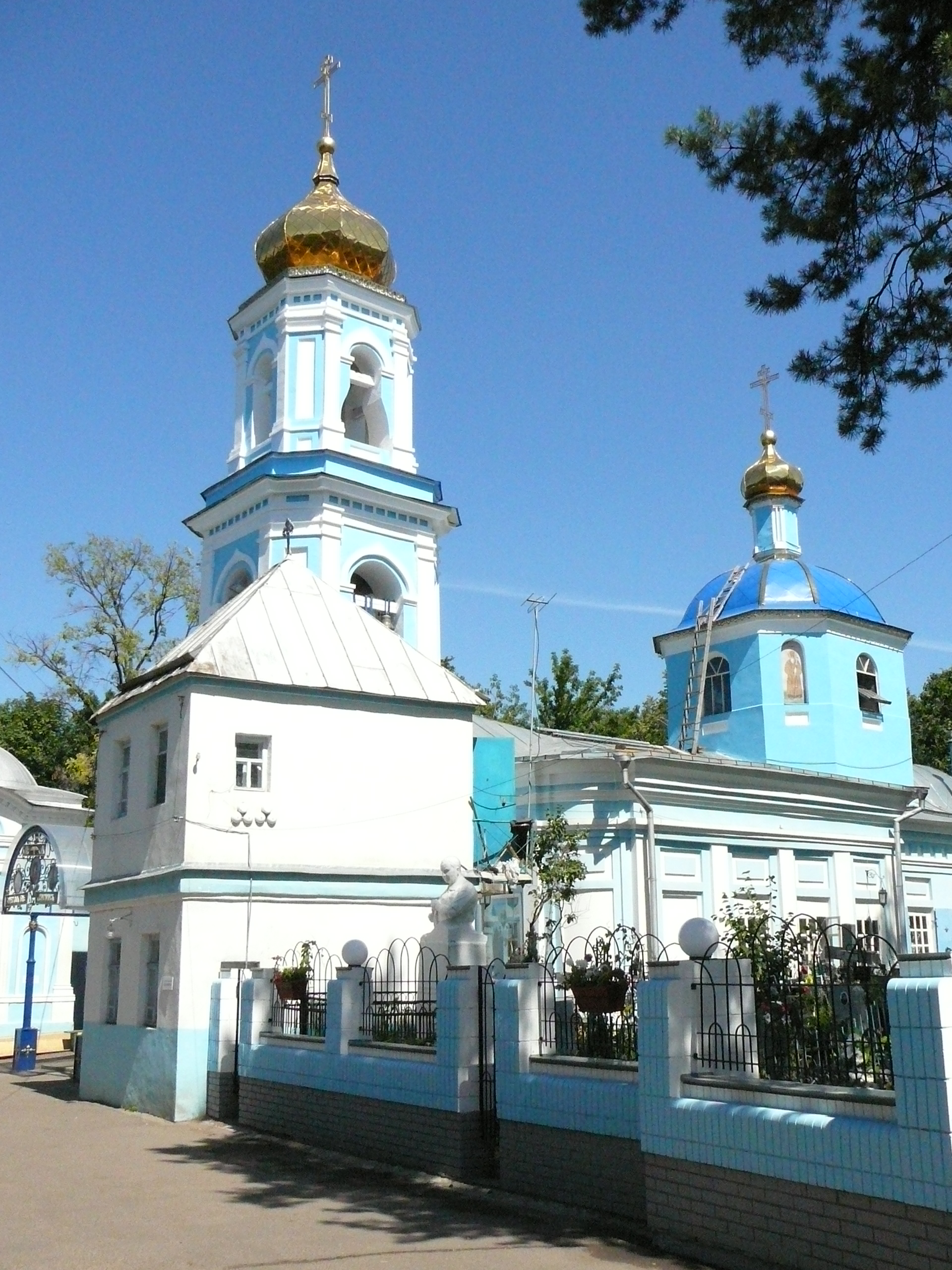
Église des saints de Iaroslavl

Le cimetière Arskoïe (en russe :А́рское кладбище), ou cimetière d'Arsk, est la principale nécropole de Kazan en Russie. Il se trouve dans le raïon de Vakhitov dans le centre de la ville.
Son église fut la seule de la ville à être restée ouverte pendant la période soviétique. Elle a été construite en 1844 par Foma Petondi (1797-1878).

## Histoire
Le premier plan de la ville dessiné en 1766 par Vassili Kaftyrev fait mention d'un cimetière avec sa petite chapelle. Les premiers inhumés connus le sont les 12  et 13 juin 1774, après le siège de la ville et l'assaut du kremlin de Kazan par les troupes de Pougatchov.
La tombe la plus ancienne aujourd'hui remonte à 1820, celle d'un maire de la ville, Ossip Petrov.
Le cimetière est agrandi au fil des années et comprend aussi des carrés pour les confessions non orthodoxes, en premier lieu les luthériens (les plus nombreux), puis les catholiques, ainsi que les Vieux-Croyants de différentes obédiences et les juifs. Un carré militaire est également aménagé.
Les différents carrés sont finalement unis en une seule nécropole. En 1835, les autorités municipales l'entourent d'un mur d'enceinte. En 1884, la nécropole prend son contour actuel selon les plans de l'architecte V. Vetchko-Drouzine.
Avant 1941, les concessions sont fort coûteuses et seules 3% des sépultures possèdent un monument. Il existe un monument aux morts de la Révolution de 1905 de forme cubique.
Trois cent mille défunts ont été enterrés dans ce cimetière qui est organisé en un vaste cimetière orthodoxe (avec des tombes a-religieuses pendant la période soviétique et après), deux carrés juifs, deux carrés pour les Vieux-Croyants, un carré catholique (avec une petite chapelle néogothique), un carré luthérien, un carré allemand, un carré polonais et un cimetière militaire.
Une association d'historiens amateurs locaux s'empare depuis 2013 du sujet de la restauration du cimetière afin d'en faire un lieu de visites culturelles. Ce sujet est soutenu par la mairie de Kazan en ce qui concerne les sépultures historiques,.

En 2020, des visites guidées commencent à être organisées.

## Illustrations

Quelques tombes
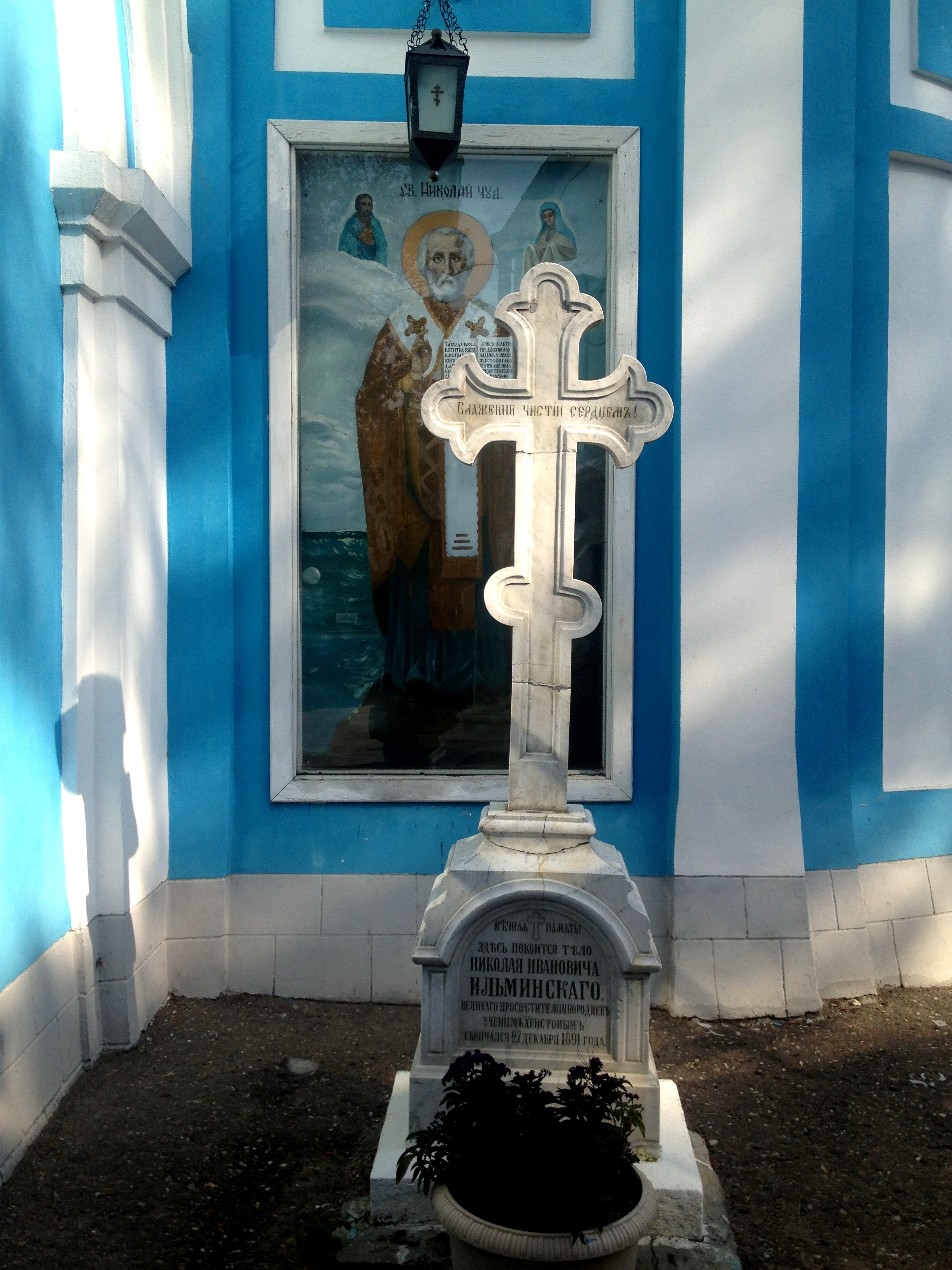
Tombe de l'orientaliste Nikolaï Ilminski (1822-1891)
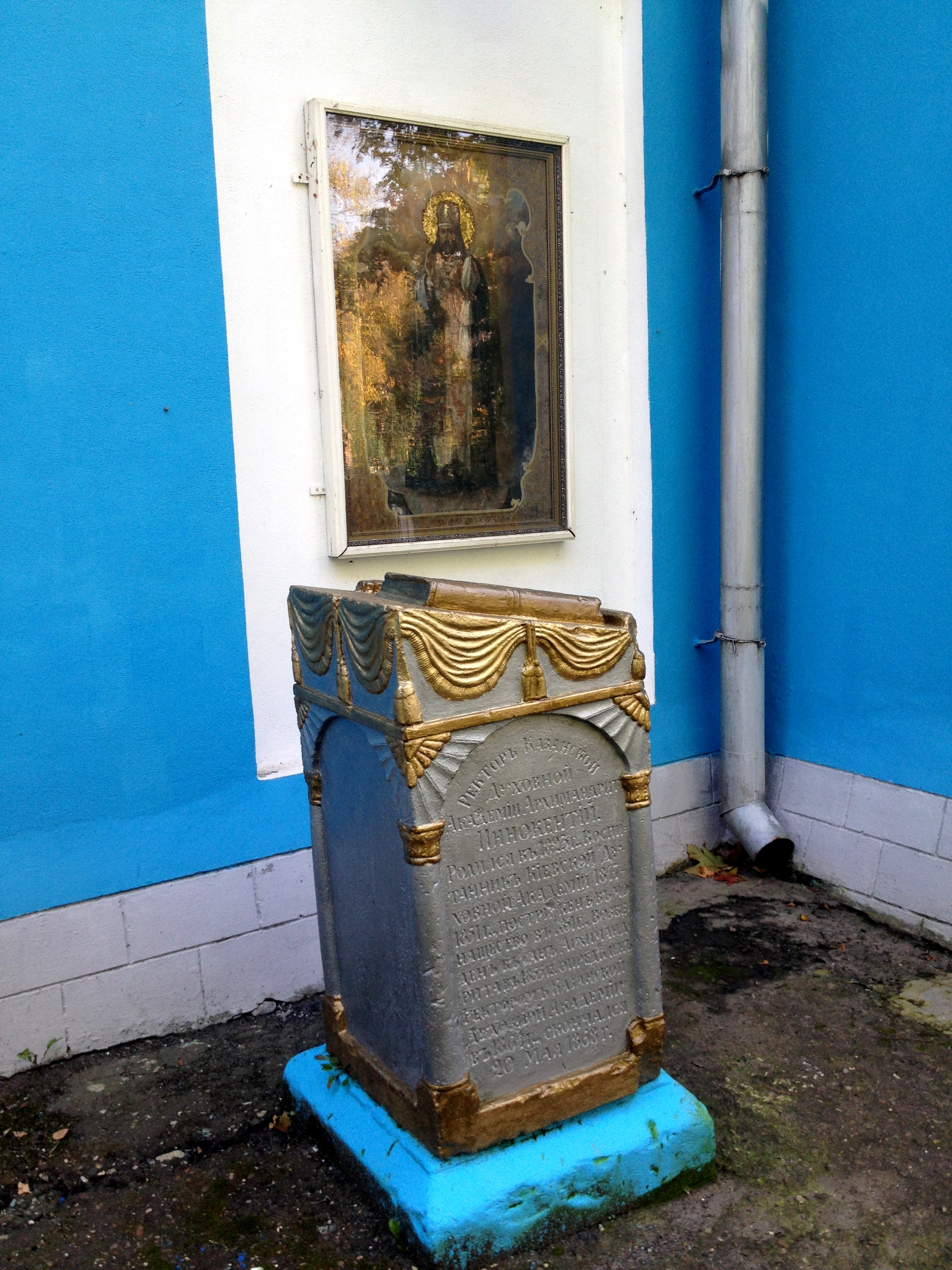
Tombe de l'archimandrite Innocent (1823-1868)
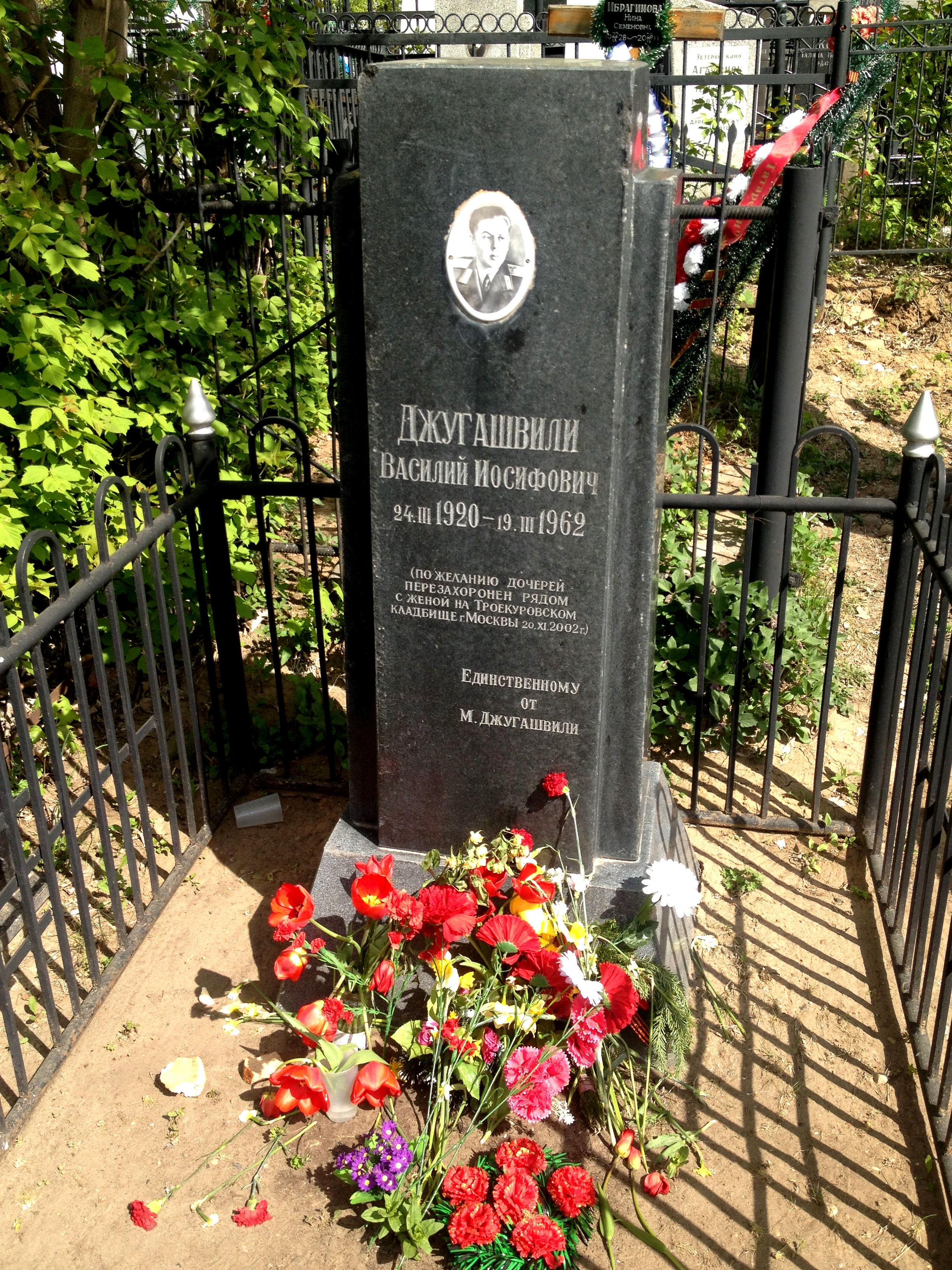
cénotaphe de Vassili Djougachvili (fils de Staline, 1921-1962)
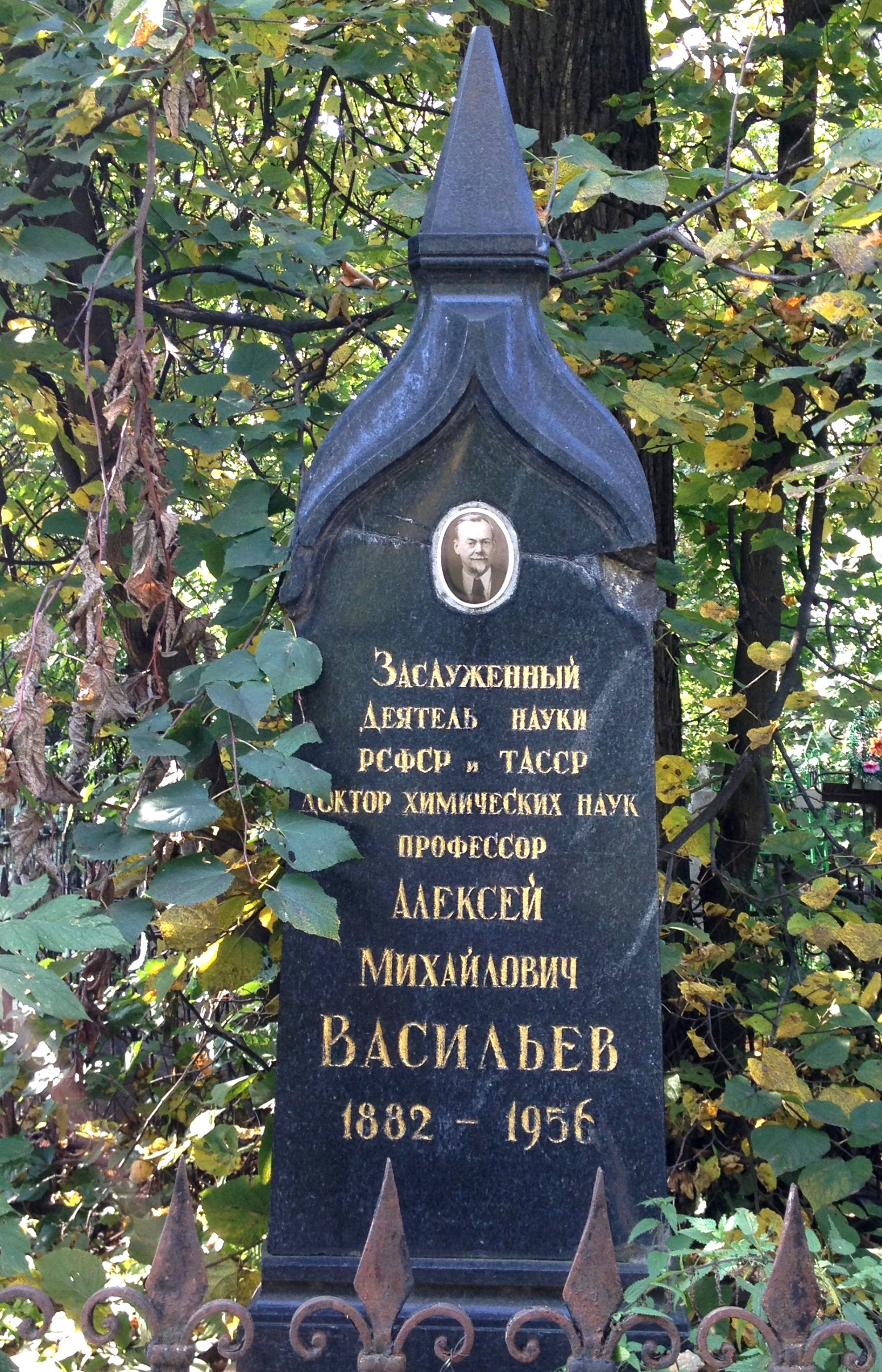
Tombe du professeur A.M. Vassiliev (1882-1956)
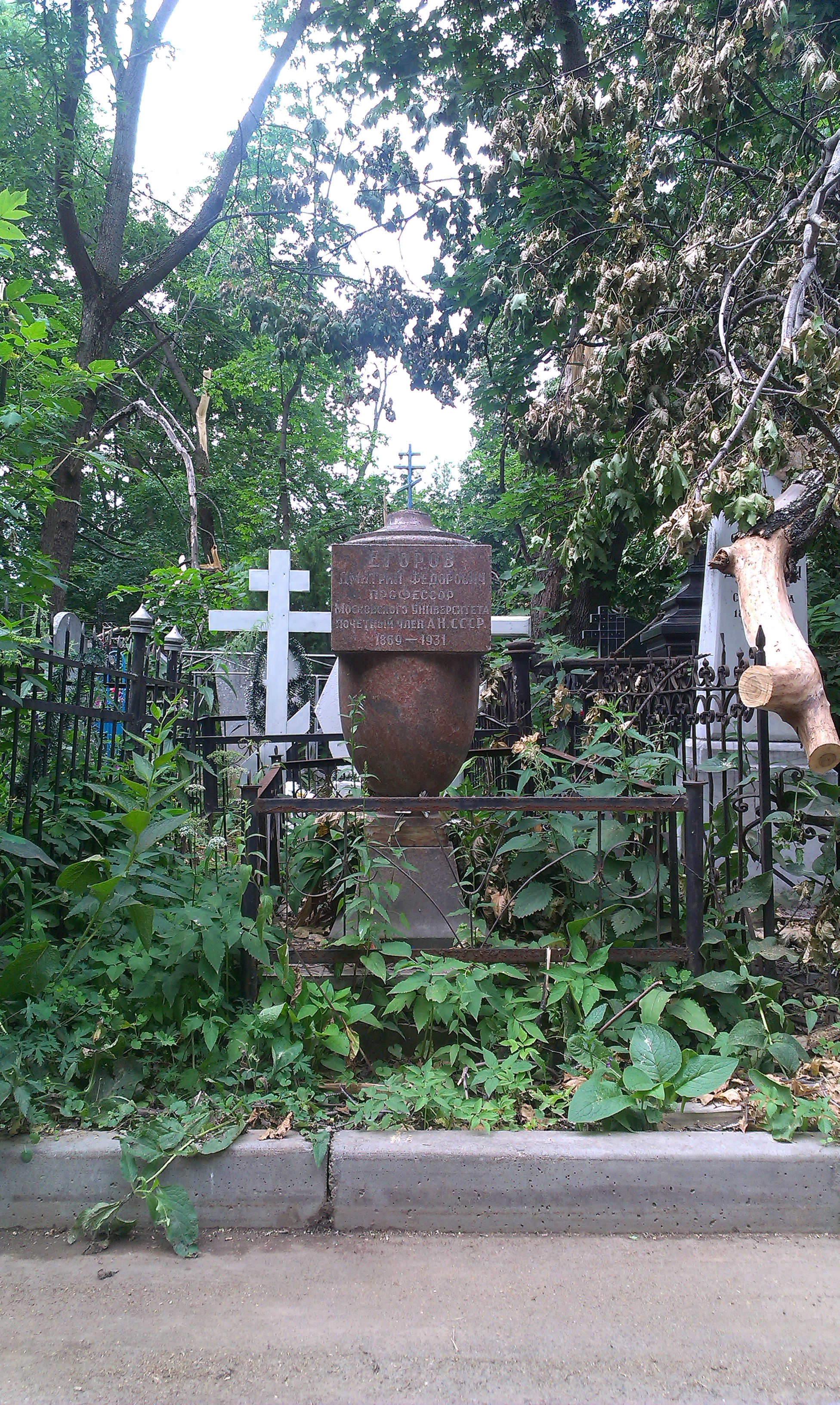
Tombe du professeur D. F. Egorov
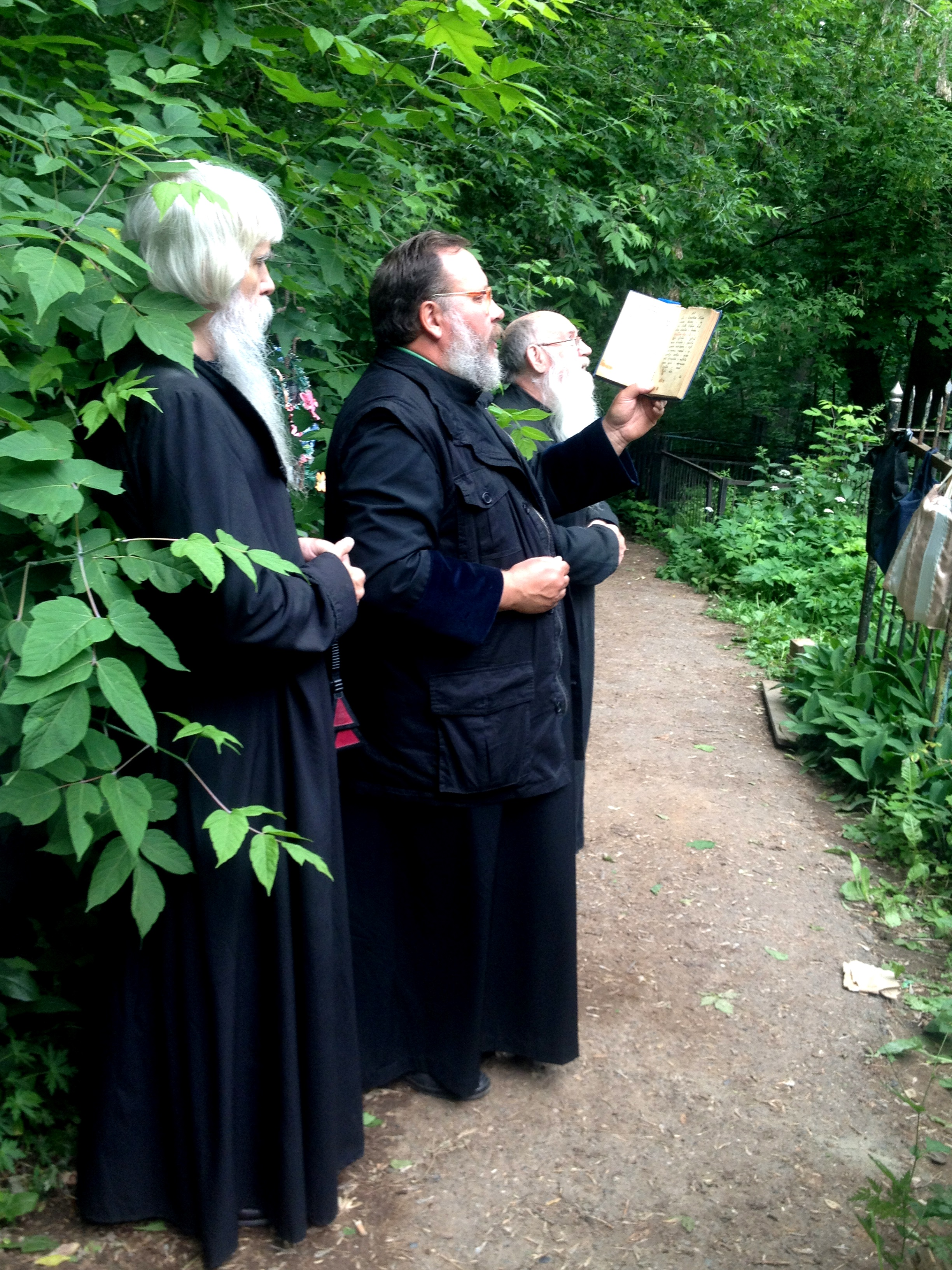
Prières pour les défunts dans le carré des Vieux-Croyants.
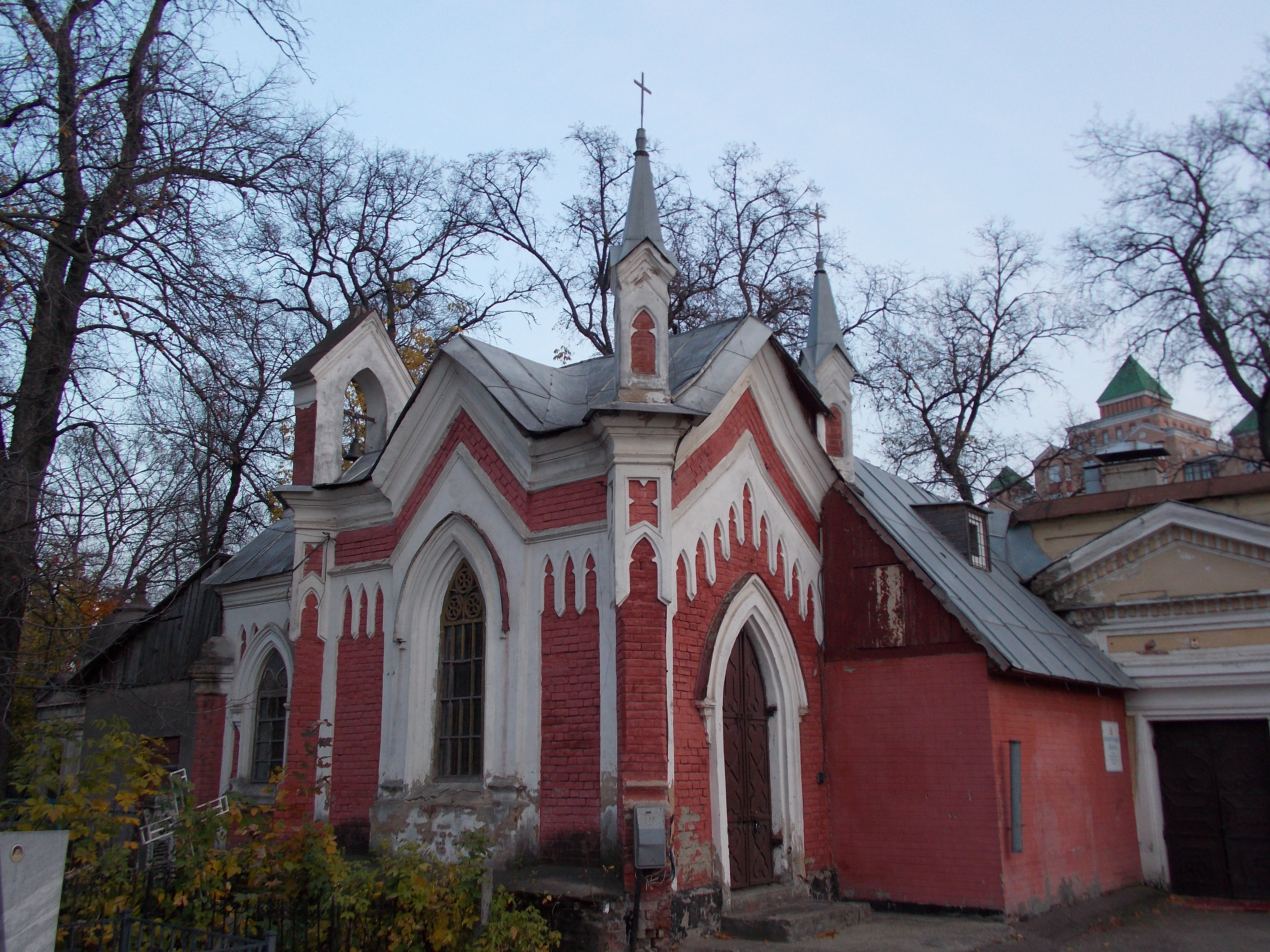
La petite chapelle catholique de style néogothique.

## Personnalités

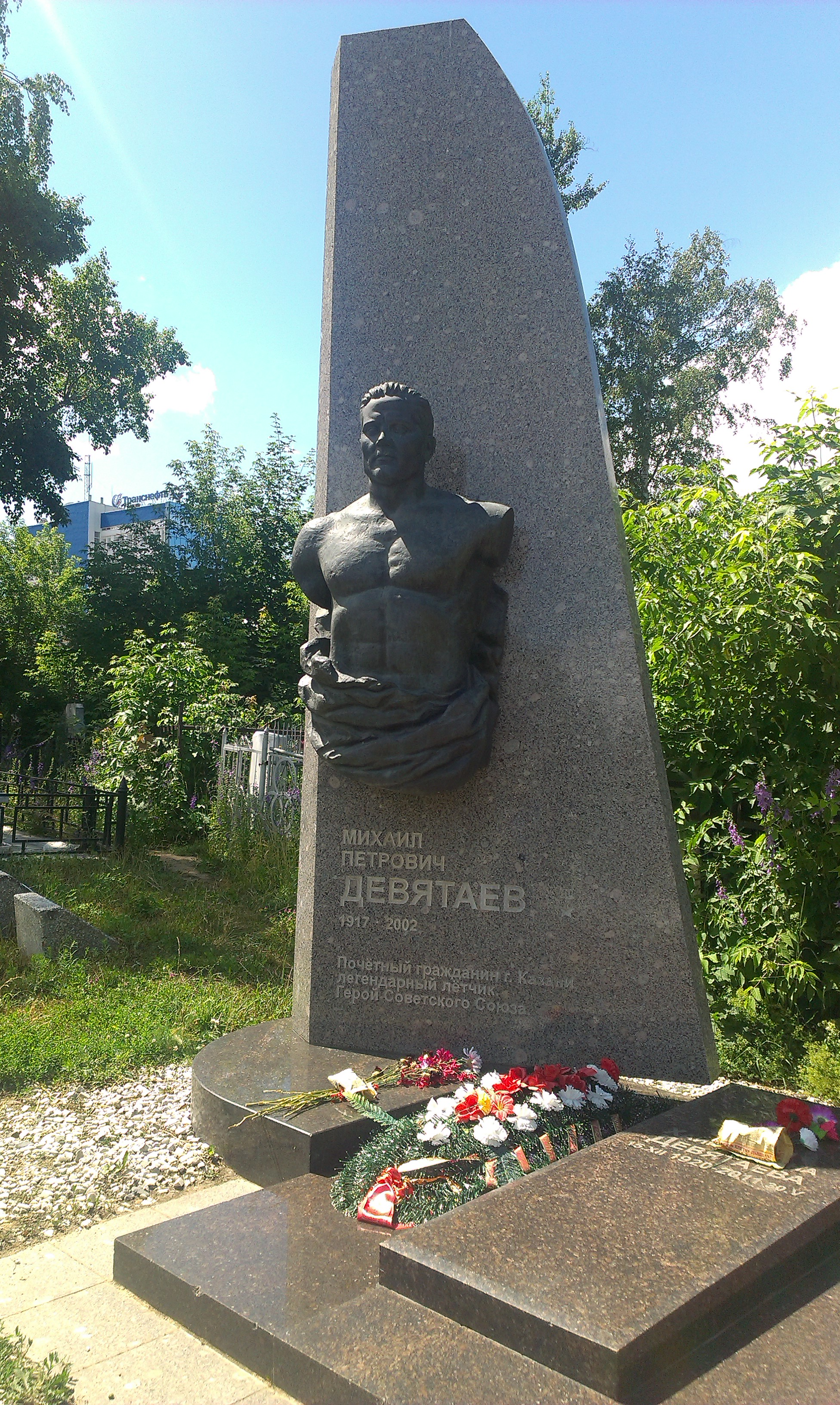
Sépulture de Mikhaïl Petrovitch Deviataïev.

- Alexandre Arbouzov (1877-1968), chimiste, prix Staline
- Mikhaïl Petrovitch Deviataïev (1917-2002), pilote, Héros de l'Union soviétique
- Nikolaï Fechine (1881-1955), peintre, graphiste
- Karl Fuchs (1776-1846), botaniste, médecin, historien, archéologue
- Nikolaï Ilminski (1822-1891), orientaliste et bibliste
- Vassili Likhatchiov (1952-2019), homme politique
- Nikolaï Lobatchevski (1792-1856), mathématicien
- Vladimir Petliakov (1891-1942), concepteur en aviation
- Gordi Sabloukov (1804-1880), linguiste, historien
- Stepan Smolenski (1848-1909), musicologue